# Shōgakukan-Shūeisha Productions
Shōgakukan-Shūeisha Productions (小学館集英社プロダクション (Tiểu học quán Tập anh xã Sản xuất) Shōgakukan-Shūeisha Purodakushon, viết tắt là ShoPro) là một công ty Nhật Bản, một công ty con của tập đoàn xuất bản Hitotsubashi Group, có trụ sở tại Kanda Jinbocho, Chiyoda-ku, Tokyo. Trước năm 2008, tập đoàn được gọi là Shōgakukan Productions Co., Ltd. (株式会社小学館プロダクション Kabushiki gaisha Shōgakukan Purodakushon)
Lĩnh vực kinh doanh chính là dịch vụ giáo dục, kinh doanh giấy phép nhân vật, và lập kế hoạch và sản xuất các chương trình video.

## Lịch sử
Shōgakukan thành lập ngày 26 tháng 6 năm 1967 với tên Shōgakukan Productions Co., Ltd.
Từ những năm 1990, công ty chịu trách nhiệm phiên dịch và xuất bản tiếng Nhật các truyện tranh từ Mỹ.
Shōgakukan nhận được khoản đầu tư từ Shueisha vào ngày 10 tháng 6 năm 2008 và tiến tới đổi tên công ty thành Shōgakukan-Shūeisha Productions hiện nay.
Năm 2009, Hakusensha tham gia vào công ty, nâng cao nguồn vốn và quy mô hoạt động.
Từ ngày 19 tháng 10 năm 2009, ShoPro bắt đầu dịch vụ chia sẻ video hoạt hình được sản xuất từ trước trên nền tảng YouTube.
Ngoài kinh doanh về mảng xuất bản sách, sở hữu bản quyền, ShoPro còn cung cấp, thiết kế và vận hành giáo dục tại Nhật Bản.
Từ tháng 08 năm 2018, thành lập công ty ShoPro Việt Nam.

## Shōgakukan-Shūeisha Productions Việt Nam
Năm 2018 ShoPro thành lập công ty tại Việt Nam lấy tên là Shōgakukan-Shūeisha Productions Vietnam Co., LTD với trụ sở chính tại Thành phố Hồ Chí Minh theo chương trình Edu-Port của chính phủ Nhật Bản.
ShoPro Việt Nam thành lập với vai trò là nhà tư vấn phương pháp giáo dục mầm non theo chương trình giáo dục tại Nhật Bản (The ShoPro Method - SPM), chứ không đảm nhận nhiệm vụ xuất bản in ấn như công ty ShoPro Nhật Bản.

## Phim đáng chú ý
- A Penguin's Troubles
- Departures
- Doraemon
- Pokemon
- Pokémon: The First Movie
- Pokémon: The Movie 2000
- Pokémon 3: The Movie
- Celebi: Voice of the Forest
- Pokémon Heroes: Latios and Latias
- Psychic Squad
- Case Closed
- Hamtaro
- Hayate the Combat Butler
- Inuyasha
- MegaMan NT Warrior
- Ranma ½
- SHIMONETA: A Boring World Where the Concept of Dirty Jokes Doesn’t Exist
- Touch
- Urusei Yatsura
- Ushio & Tora
- Zoids: Chaotic Century
- Zoids Zero
- Zoids: Fuzors
- Zoids Genesis